# Without Evidence
Without Evidence ist ein US-amerikanischer Thriller von Gill Dennis aus dem Jahr 1995.

## Handlung
Der Film Without Evidence handelt vom Tod des Michael Francke, dem Leiter der Justizvollzugsbehörden des US-Bundesstaates Oregon, der als aussichtsreicher Kandidat für das Amt des Gouverneurs gehandelt wird. Kurz vor seinem Tod besucht Michael seinen Bruder Kevin und erzählt ihm von einem Drogenhändlerring, der in den Gefängnissen unter seiner Aufsicht aktiv ist. Konkret berichtet Michael, dass er zufällig Zeuge eines Drogendeals zwischen Wärtern und Inhaftierten wurde und nun „aufräumen“ müsse, wobei er sich bewusst ist, dass er damit einigen Personen „auf die Füße trete“. Kurz nach diesem Gespräch wird Michael Francke eines Nachts brutal ermordet aufgefunden.
Die offizielle Ermittlungsversion besagt, dass Francke einen Autodieb auf frischer Tat ertappt habe, der ihn daraufhin angegriffen und getötet haben soll. Sein Bruder Kevin kann dieser offiziellen Darstellung jedoch keinen Glauben schenken und ist überzeugt, dass Michael Opfer eines Komplotts geworden sein muss, das mit seinen Entdeckungen im Gefängnissystem zusammenhängt. Um die Wahrheit herauszufinden, beginnt Kevin mit der Unterstützung eines Fernsehreporters eigene Nachforschungen anzustellen. Bei seiner Suche nach Antworten reist Kevin in den Nordwesten und gerät bald in ein komplexes Netz aus Lügen und Intrigen, in dem er niemandem mehr trauen kann. Im Verlauf ihrer Ermittlungen stoßen Kevin und der Reporter auf die drogenabhängige Jodie Swearingen, die offenbar Augenzeugin des Mordes wurde und möglicherweise den Schlüssel zur Wahrheit über die Hintergründe des Todes von Michael Francke besitzt.

## Kritiken
Harald Keller schrieb in seinem Buch Angelina Jolie, der Film sei eine „Low-Budget-Produktion mit ausgesprochen politischer Zielsetzung“.
Christopher Null spottete auf www.filmcritic.com, der einzige Grund, weswegen jemand den Film sehen würde, sei ein großes Foto von Angelina Jolie auf der DVD-Hülle. Sie erscheine jedoch erst nach einer Stunde des Films.

## Hintergrund
Der Film beruht auf einer wahren Geschichte. Er wurde in Florida und in Oregon gedreht. Die ursprüngliche Filmversion – die in Branchenzeitschriften gute Kritiken erhielt – wurde vor der breiten Veröffentlichung stark verändert.